# Gehyra brevipalmata
Espèce
Synonymes
- Hemidactylus brevipalmatus Peters, 1874

Statut de conservation UICN

 LC  : Préoccupation mineure
Gehyra brevipalmata est une espèce de geckos de la famille des Gekkonidae.

## Répartition
Cette espèce est endémique des Palaos.

## Publication originale
- Peters, 1875 "1874" : Über neue Reptilien (Peropus, Agama, Euprepes, Lygosoma, Typhlops, Heterolepis) der herpetologischen Sammlung des Berliner zoologischen Museums. Monatsberichte der Königlichen Preussischen Akademie der Wissenschaften zu Berlin, vol. 1874, p. 159-164 (texte intégral).